# Rufino (Argentina)

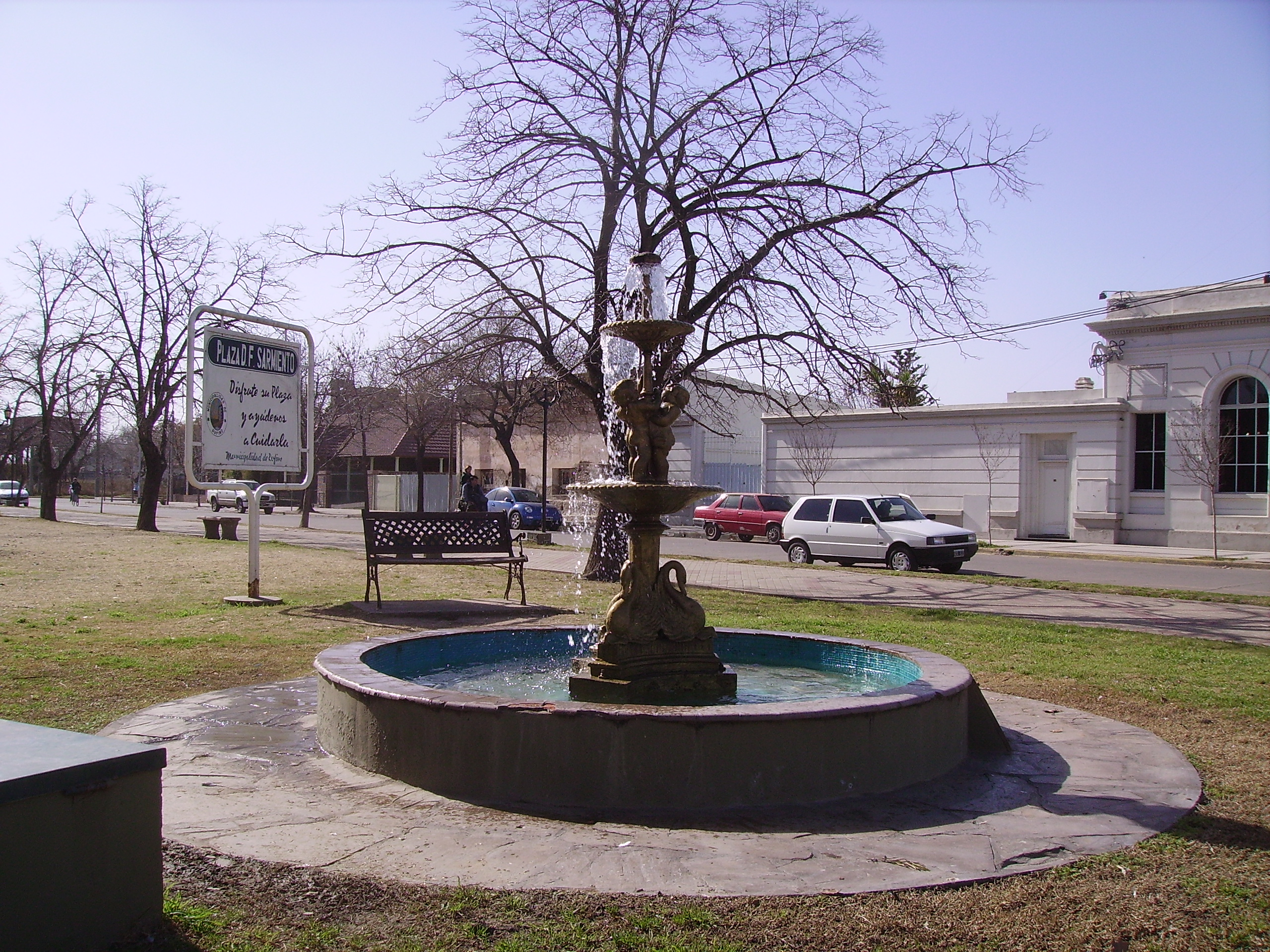
Rufino - Argentina

Rufino é um município de 2ª categoria da província de Santa Fé, na Argentina.